# Parc nacional Wooroonooran
Wooroonooran és un parc nacional que es troba a Queensland (Austràlia), situat a 1367 km al nord-oest de Brisbane.

## Patrimoni de la Humanitat

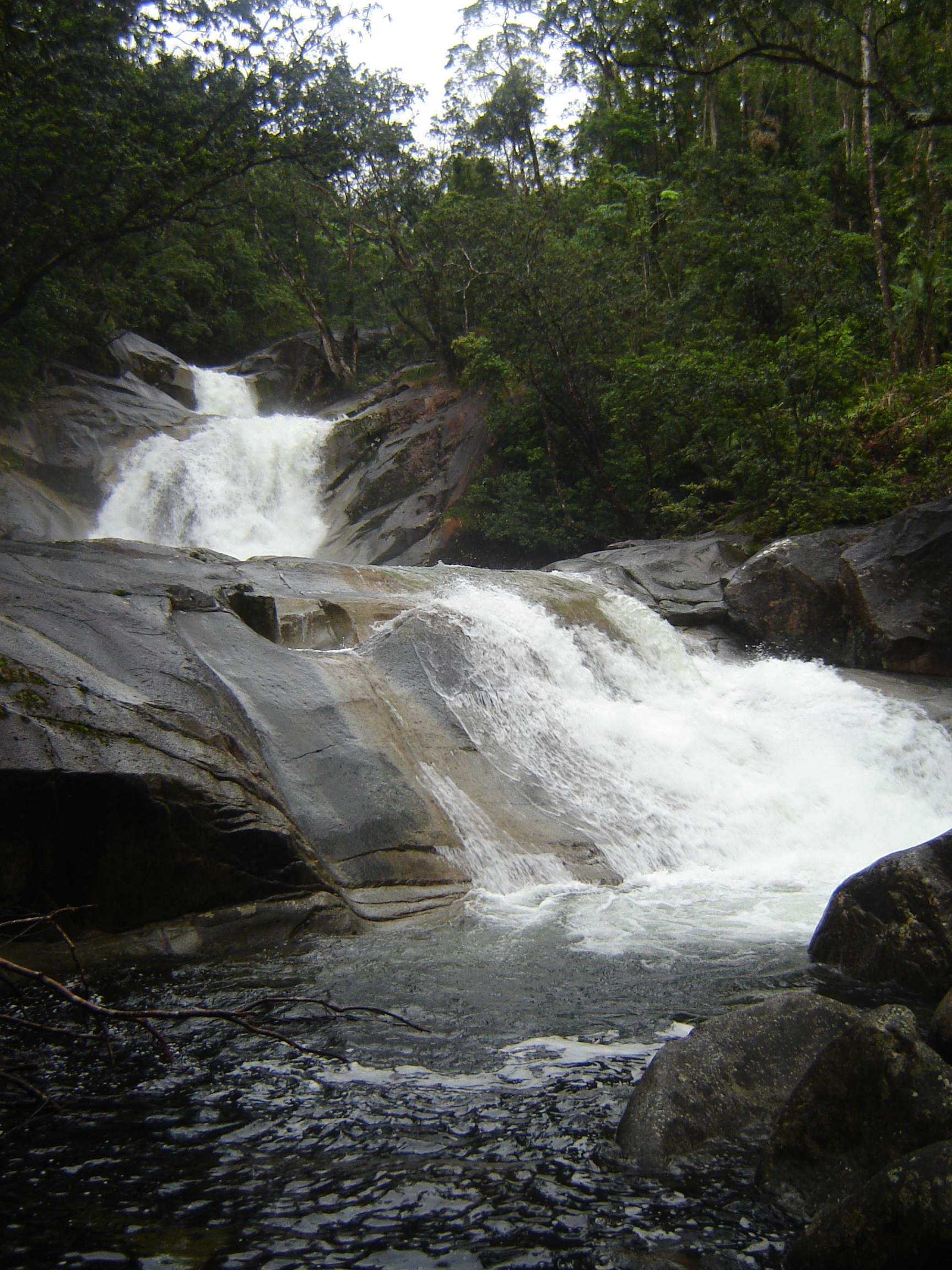
Les Josephine Falls

Forma part dels Tròpics humits de Queensland, zona classificada des de l'any 1988 per la Unesco com un dels Patrimonis de la Humanitat a Austràlia.
Aquesta regió, coberta principalment per boscos humits, tropicals s'estén al llarg de la costa nord-est d'Austràlia. Aquest biòtop alberga un conjunt molt complet i variat de plantes, marsupials i ocells cantaires, així com tot un seguit d'espècies rares, vegetals i animals, en perill d'extinció.

## Descripció
En aquesta zona la selva tropical aconsegueix la seva major diversitat. Més de 500 espècies d'arbres de selva tropical tenen presència aquí. Entre els animals autòctons de l'àrea es troben el ratolí cangur, el lloret dobleull i la chowchilla.
Els pobles aborígens Huari i Dulgubara tenen tradicions especials lligades a aquesta àrea. L'any 1882 l'explorador Christie Palmerston va travessar l'àrea guiat per aborígens.

## Flora i Fauna
Les selves tropicals al parc contenen més de 500 espècies diferents d'arbres. Les àrees de gran altitud contenen espècies natives d'Austràlia de neret.  El parc forma part de la Wooroonooran Important Bird Area, zona identificada com a reserva de les aus per BirdLife Internacional perquè compta amb poblacions de diverses espècies d'aus endèmiques dels Tròpics humits de Queensland.